# Coupe de Russie 2015
Navigation
Édition précédente Édition suivante
La Coupe de Russie est une compétition internationale de patinage artistique qui se déroule en Russie au cours de l'automne. Elle accueille des patineurs amateurs de niveau senior dans quatre catégories: simple messieurs, simple dames, couple artistique et danse sur glace. En 2015 elle s'appelle également Coupe Rostelecom (Rostelecom Cup en anglais).
La vingtième Coupe de Russie est organisée à la petite arène sportive Loujniki de Moscou du 20 au 22 novembre 2015. Elle est la cinquième compétition du Grand Prix ISU senior de la saison 2015/2016.

## Résultats

### Messieurs
| Rang    | Nom              | Pays       | Points | Programme court | Programme court | Programme libre | Programme libre |
| ------- | ---------------- | ---------- | ------ | --------------- | --------------- | --------------- | --------------- |
| 1       | Javier Fernández | Espagne    | 271.43 | 2               | 86.99           | 1               | 184.44          |
| 2       | Adian Pitkeev    | Russie     | 250.47 | 1               | 87.54           | 5               | 162.93          |
| 3       | Ross Miner       | États-Unis | 248.92 | 3               | 85.36           | 4               | 163.56          |
| 4       | Adam Rippon      | États-Unis | 248.63 | 6               | 78.77           | 2               | 169.86          |
| 5       | Mikhail Kolyada  | Russie     | 247.97 | 5               | 79.64           | 3               | 168.33          |
| 6       | Sergey Voronov   | Russie     | 244.60 | 4               | 84.17           | 7               | 160.43          |
| 7       | Nam Nguyen       | Canada     | 231.67 | 7               | 70.78           | 6               | 160.89          |
| 8       | Ivan Righini     | Italie     | 204.16 | 9               | 68.90           | 8               | 135.26          |
| 9       | Takahiko Kozuka  | Japon      | 195.48 | 8               | 69.61           | 9               | 125.87          |
| 10      | Alexei Bychenko  | Israël     | 186.00 | 10              | 67.46           | 10              | 118.54          |
| Forfait | Peter Liebers    | Allemagne  |        |                 |                 |                 |                 |

### Dames
| Rang | Nom                 | Pays       | Points | Programme court | Programme court | Programme libre | Programme libre |
| ---- | ------------------- | ---------- | ------ | --------------- | --------------- | --------------- | --------------- |
| 1    | Elena Radionova     | Russie     | 211.32 | 1               | 71.79           | 2               | 139.53          |
| 2    | Ievguenia Medvedeva | Russie     | 206.76 | 3               | 67.03           | 1               | 139.73          |
| 3    | Adelina Sotnikova   | Russie     | 185.11 | 4               | 65.48           | 3               | 119.63          |
| 4    | Polina Edmunds      | États-Unis | 183.20 | 5               | 65.29           | 4               | 117.91          |
| 5    | Rika Hongo          | Japon      | 179.12 | 6               | 63.45           | 5               | 115.67          |
| 6    | Alaine Chartrand    | Canada     | 173.42 | 2               | 67.38           | 7               | 106.04          |
| 7    | Roberta Rodeghiero  | Italie     | 162.72 | 7               | 56.85           | 8               | 105.87          |
| 8    | Yuka Nagai          | Japon      | 159.62 | 9               | 53.19           | 6               | 106.43          |
| 9    | Joshi Helgesson     | Suède      | 157.54 | 8               | 56.85           | 10              | 100.69          |
| 10   | Riona Kato          | Japon      | 155.56 | 10              | 50.26           | 9               | 105.30          |
| 11   | Hannah Miller       | États-Unis | 145.21 | 11              | 47.98           | 11              | 97.23           |
| 12   | Daša Grm            | Slovénie   | 137.56 | 12              | 44.72           | 12              | 92.84           |

### Couples
| Rang | Nom                                     | Pays       | Points | Programme court | Programme court | Programme libre | Programme libre |
| ---- | --------------------------------------- | ---------- | ------ | --------------- | --------------- | --------------- | --------------- |
| 1    | Ksenia Stolbova / Fedor Klimov          | Russie     | 214.70 | 1               | 75.45           | 1               | 139.25          |
| 2    | Yuko Kavaguti / Alexandre Smirnov       | Russie     | 208.02 | 2               | 71.70           | 2               | 136.32          |
| 3    | Peng Cheng / Zhang Hao                  | Chine      | 193.04 | 3               | 68.10           | 3               | 124.94          |
| 4    | Tarah Kayne / Daniel O'Shea             | États-Unis | 181.23 | 6               | 58.78           | 4               | 122.45          |
| 5    | Natalia Zabiiako / Aleksandr Enbert     | Russie     | 180.56 | 5               | 60.77           | 5               | 119.79          |
| 6    | Valentina Marchei / Ondřej Hotárek      | Italie     | 178.19 | 4               | 62.43           | 6               | 115.76          |
| 7    | Kirsten Moore-Towers / Michael Marinaro | Canada     | 158.75 | 7               | 51.97           | 7               | 106.78          |
| 8    | Hayleigh Bell / Rudi Swiegers           | Canada     | 130.46 | 8               | 46.53           | 8               | 83.93           |

### Danse sur glace
| Rang    | Nom                                    | Pays         | Points | Danse courte | Danse courte | Danse libre | Danse libre |
| ------- | -------------------------------------- | ------------ | ------ | ------------ | ------------ | ----------- | ----------- |
| 1       | Kaitlyn Weaver / Andrew Poje           | Canada       | 173.58 | 1            | 69.49        | 1           | 104.09      |
| 2       | Anna Cappellini / Luca Lanotte         | Italie       | 171.61 | 2            | 67.82        | 2           | 103.79      |
| 3       | Victoria Sinitsina / Nikita Katsalapov | Russie       | 167.40 | 3            | 63.63        | 3           | 103.77      |
| 4       | Charlène Guignard / Marco Fabbri       | Italie       | 153.54 | 4            | 60.58        | 5           | 92.96       |
| 5       | Elena Ilinykh / Ruslan Zhiganshin      | Russie       | 153.01 | 6            | 54.46        | 4           | 98.55       |
| 6       | Rebeka Kim / Kirill Minov              | Corée du Sud | 134.95 | 7            | 51.83        | 6           | 83.12       |
| 7       | Viktoria Kavaliova / Yurii Bieliaiev   | Biélorussie  | 110.32 | 8            | 41.60        | 7           | 68.72       |
| Abandon | Ksenia Monko / Kirill Khaliavin        | Russie       |        | 5            | 59.03        |             |             |

## Source
- Résultats de la Coupe de Russie 2015 sur le site de l'ISU